# Linosta sinceralis
Linosta sinceralis es una espècie de lepidòpter ditrisi de la família dels cràmbids (Crambidae). Va ser descrita per primera vegada per Möschler el 1882. Es troba a la Guaiana, Surinam, l'Equador, Colòmbia, sud del Brasil i el Perú.

## Subspècies
- Linosta sinceralis sinceralis (Guaiana, Surinam, Amazones i possiblement Veneçuela).
- Linosta sinceralis andina Munroe, 1959 (Equador, Colòmbia i el Perú).
- Linosta sinceralis plaumanni Munroe, 1959 (sud del Brasil).